# Gikongoro
Gikongoro – miasto w Rwandzie w Prowincji Południowej.